# Lam Mam
Lam Mam là một huyện (muang, mường)  thuộc tỉnh Sekong ở hạ Lào .